# Cracca subtriflora
Cracca subtriflora là một loài thực vật có hoa trong họ Đậu. Loài này được (Hochst. ex Baker) Kuntze mô tả khoa học đầu tiên năm 1891.